# Чон Кён Хо
Чон Кён Хо (кор. 정경호; род. 31 августа 1983 года, Кванмён, Республика Корея) — корейский актёр.

## Биография
Чон Кён Хо является сыном известного режиссёра Jung Eul Young, который совместно со сценаристом Kim Soo Hyun работал над такими проектами, как «Mom’s Dead Upset», «My Husband’s Woman», «Причудливая жизнь» (Life is Beautiful) и «Большие хлопоты, или Не в детях счастье» (Childless Comfort). Jung Eul Young изначально был против актёрской деятельности сына, но Кён Хо настоял на своём и ушёл из родительского дома. В течение трёх лет отец и сын не общались, но сейчас они в хороших отношениях. Актёр поступил в театральное отделение одного из лучших вузов Кореи — университет Чунан. На первом курсе обучения его соседом по комнате был популярный актёр Ха Чон У, который внёс положительную динамику в жизнь Кён Хо, убедив его пройти прослушивание на KBS в 2003 году, благодаря которому позднее он подписал контракт с агентством SidusHQ. Узнаваемость актёр приобрёл после роли в сериале «Прости, я люблю тебя». В 2006 году актёр дебютировал на большом экране с фильмом «Гангстеры из старшей школы», год спустя получил роль в известной дораме «Время Пса и Волка». В апреле 2008 года Чон и актёр Ю А Ин, с которым он сблизился во время дебютных съёмок в дораме «5 Stars», открыли интернет-магазин модной мужской одежды Double Bill.
Позднее режиссёр Ли Чжун Ик предложил актёру роль в фильме «Sunny», где он сыграл басиста по имени Yong Deuk, помогающего героине Су Энайти своего мужа во время Вьетнамской войны. Свою первую историческую роль актёр сыграл в сериале «Принцесса Чжа Мён Го», основанном на «Сказке о принце Ходон и принцессе Наркан». После низких рейтингов в историческом сериале, Кён Хо принимает участие в семейной дораме «Ну-ка, улыбнись», в паре с Ли Ми Чжон они отображают отличную химию, играя людей из разных слоёв общества. Поклонники думали, что после успеха дорамы он вернётся в каком-нибудь нашумевшем проекте, однако Чон выбрал роль в полнометражном фильме «Удивительная Ке Чхун Бин». Причиной выбора послужил интересный сценарий и возможность поработать со своим другом и коллегой Чан Ю Ми. Актёр рассказал: «Я никогда не думал, что хочу стать мега популярной звездой. Для меня важнее сам сюжет, режиссёр и актёры».
30 ноября 2010 года Чон был зачислен в армию, а 4 сентября 2012 года демобилизовался. Первой работой после возвращения из армии стала дорама «Жестокий город». Сериал о наркоторговцах, полицейских и тайных агентах (один из редких примеров жанра на Корейском телевидении).
В январе 2014 года агентства актёра и певицы Чхве Суён из девичьей группы Girls’ Generation подтвердили отношения двух звезд.

## Фильмография
Дорамы
- Ускоренный курс романтики (2022)
- Когда дьявол зовет тебя по имени(2019)
- Жизнь на Марсе(2018)
- Тюремная жизнь(2018)

Скандал одного дня(2023)
- Пропавшая девятка (2017)

- One More Happy Ending (MBC, 2016)
- Because It’s The First Time (OnStyle, 2015) (ep.4)

- Влюбиться в Сун Чжон / Fall in Love with Soon-Jung (jTBC, 2015)
- Бесконечная любовь / Endless Love (SBS, 2014)
- Lee Sang (MBC, 2013)
- Увидимся после школы / After School Luck or Not (TV STore, BTV, 2013)
- Жестокий город / Cruel City (jTBC, 2013)
- Удивительная Ке Чхун Бин / The Great Gye Choon Bin (KBS2, 2010)
- Трасса № 1 / Road Number One (MBC, cameo, 2010)
- Ну-ка, улыбнись / Smile, You (SBS, 2009—2010)
- Принцесса Чжа Мён Го / Princess Ja Myung Go (SBS, 2009)
- Время Пса и Волка / Time Between Dog and Wolf (MBC, 2007)
- The 101st Proposal (SBS, 2006)
- My Sweetheart My Darling (KBS1, 2005)
- Прости, я люблю тебя / Sorry I Love You (KBS, 2004)
- 18-ти летняя невеста / Sweet 18 (KBS2, 2004)
- You’re Gonna Know (KBS, 2004)
- 5 Stars (SK Telecom, 2004)

Фильмы
- Люк / Manhole (2014)
- Пристегните ремни / Fasten Your Seatbelt (2013)
- Бегущая черепаха / Running Turtle (2009)
- Sunny (2008)
- Для вечных сердец / For Eternal Hearts (2007)
- Зелень / Herb (2007)
- Гангстеры из старшей школы / Gangster High (2006)
- When Romance Meets Destiny (2005)
- Моя прекрасная неделя / My Lovely Week (2005)

Музыкальные клипы
- Outsider feat. Lee Eun Mi — «Wind Breeze» (2015)
- Zia — «Violin + Miss You» (2008)
- Zia — «Doll + A Man’s Love» (2008)
- 4Men — «Confession» (2006)

## Награды
- 2007 — 15th Chunsa Film Art Awards — Best New Actor
- 2008 — 4th Premiere Rising Star Awards — Best New Actor
- 2009 — 4th Andre Kim Best Star Awards — Male Star Award
- 2009 — SBS Drama Awards — Producer’s Award
- 2014 — 34th Golden Film Festival — Best New Actor